# Canal de Darwin
Pour les articles homonymes, voir Darwin.
Le canal de Darwin, nommé en l'honneur de Charles Darwin et appelé localement canal Aguea, canal Agüea ou canal de Ahuea, est un bras de mer de la côte du Chili, situé à environ 45,4° de latitude Sud. Il constitue un prolongement vers l'ouest du fjord Aisén et rejoint l'océan Pacifique dans la baie de Darwin.  

## Géographie
Le canal de Darwin est l'un des principaux canaux patagoniens situés entre les îles de l'archipel de Chonos. Orienté est-ouest, il mesure environ 34 milles de long, pour une largeur moyenne de 3 milles. Dans certains de ses tronçons, le courant peut atteindre jusqu'à 3,5 nœuds.